# Рожни (Хмельницький район)
Рожни́ — село в Україні, у Летичівській селищній громаді Хмельницького району Хмельницької області. Населення становить 123 осіб.

## Історія
(20) листопада 1917 року, відповідно до Третього Універсалу Української Центральної Ради, увійшло до складу Української Народної Республіки.
Село постраждало від Голодомору-геноциду в 1932-1933 роках. На кладовищі встановленний пам҆ятний знак жертвам Голодомору. 8 березня 1944 року село було визволено від німецьких загарбників. Електрофікація села відбулася в 1949 році. В 2010 році закрито початкову школу. В селі в 2017 році побудовано церкву Покрови Пресвятої Богородиці.
Колишнній орган місцевого самоврядування — Кудинська сільська рада.
12 червня 2020 року, відповідно до розпорядження Кабінету Міністрів України № 727-р «Про визначення адміністративних центрів та затвердження територій територіальних громад Хмельницької області», увійшло до складу Летичівської селищної територіальної громади.
19 липня 2020 року, в результаті адміністративно-територіальної реформи та ліквідації Летичівського району, село увійшло до складу новоутвореного Хмельницького району.

## Галерея

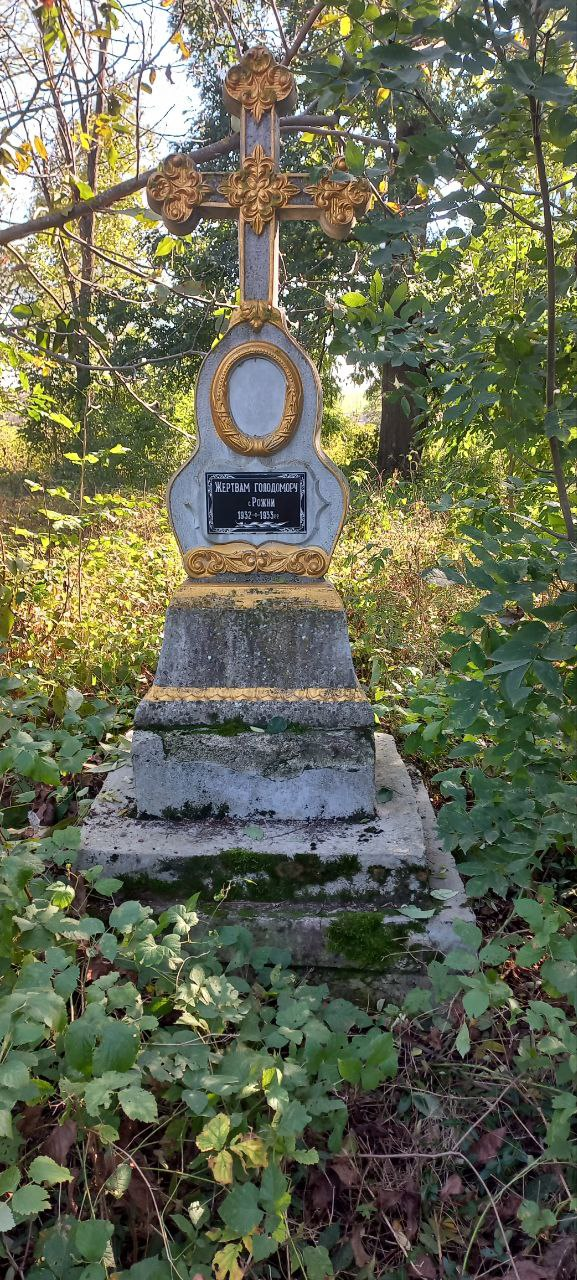
Пам'ятний знак жертвам Голодомору
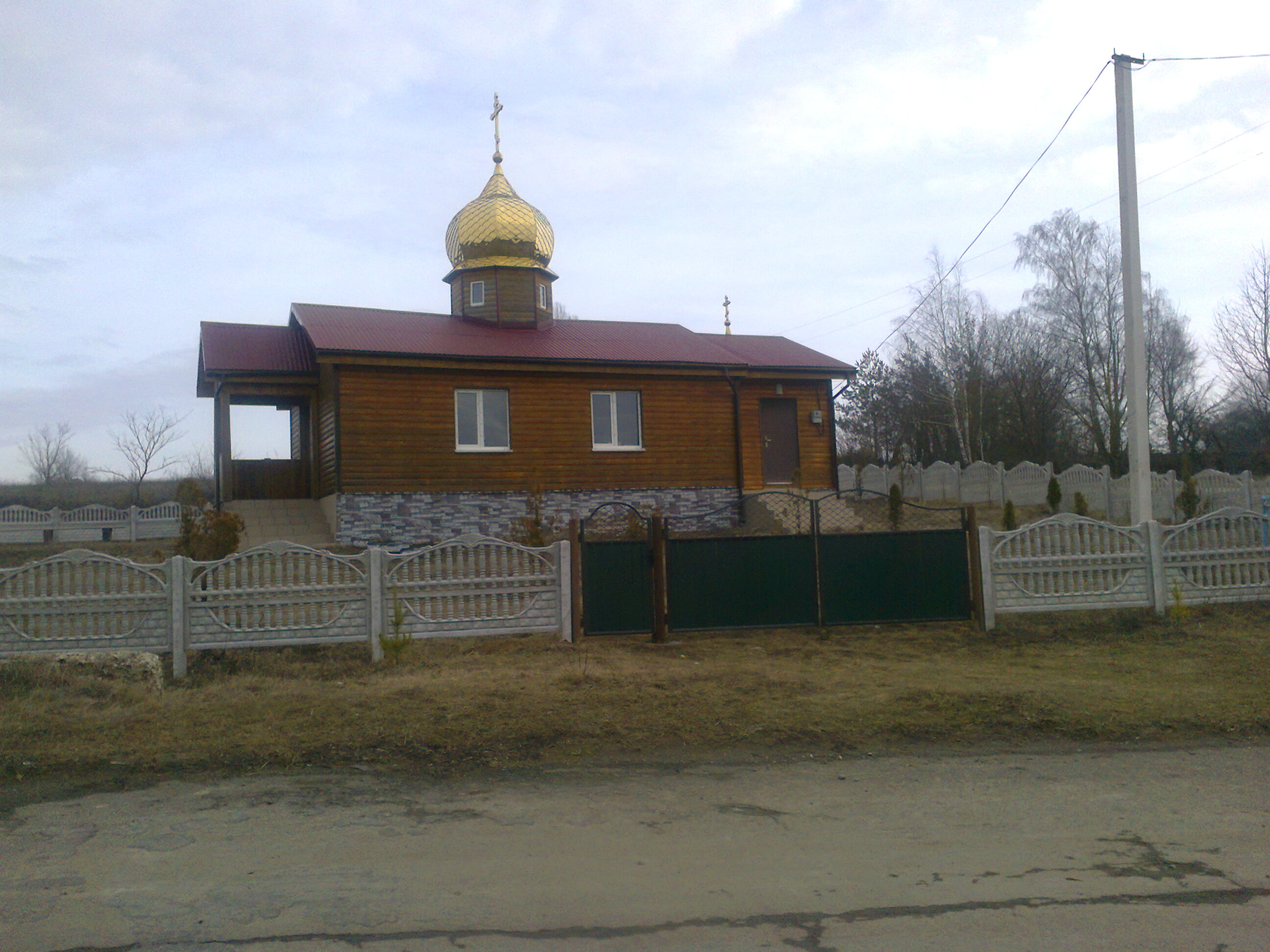
Церква Покрови Пресвятої Богородиці
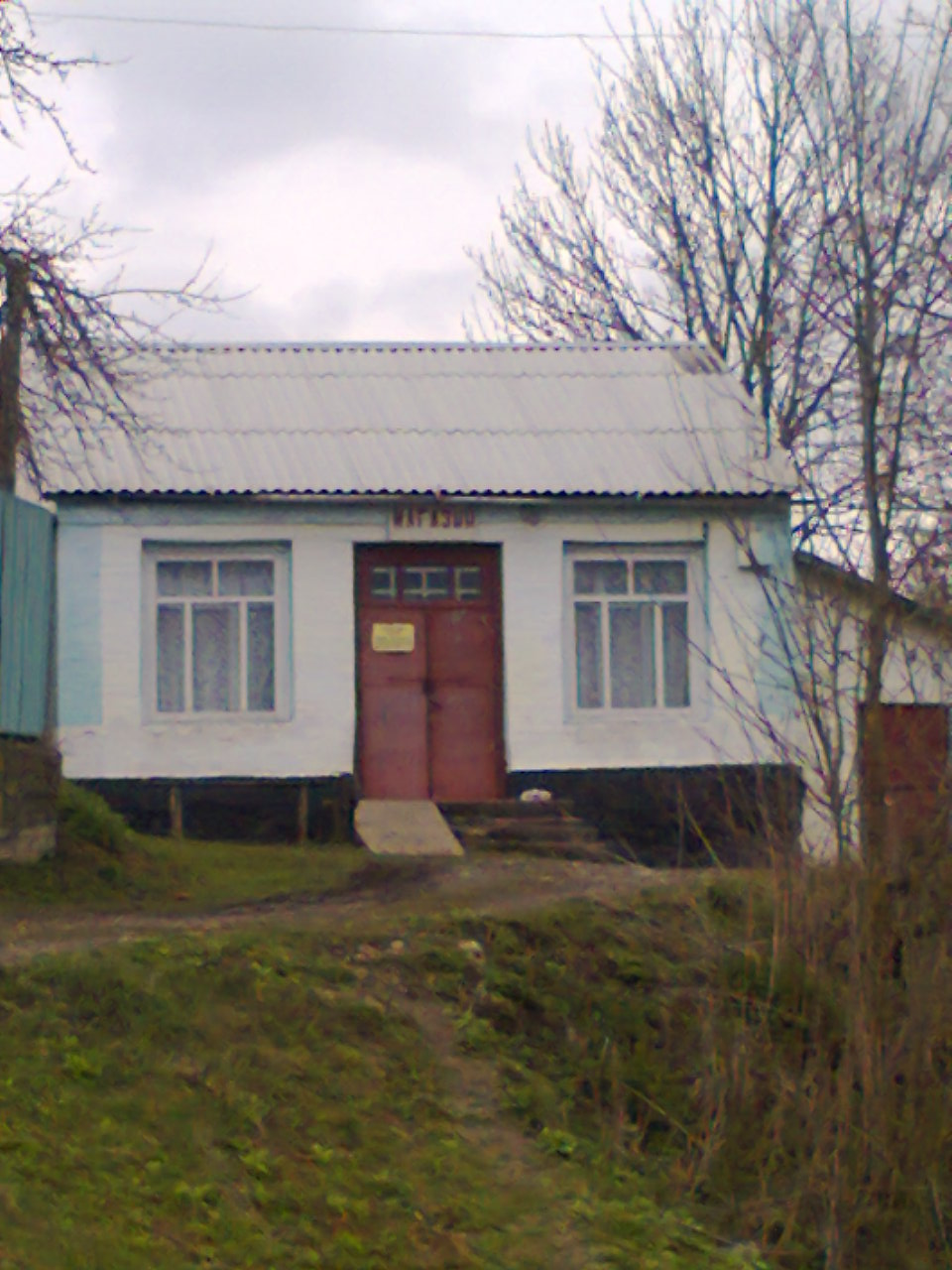
Магазин
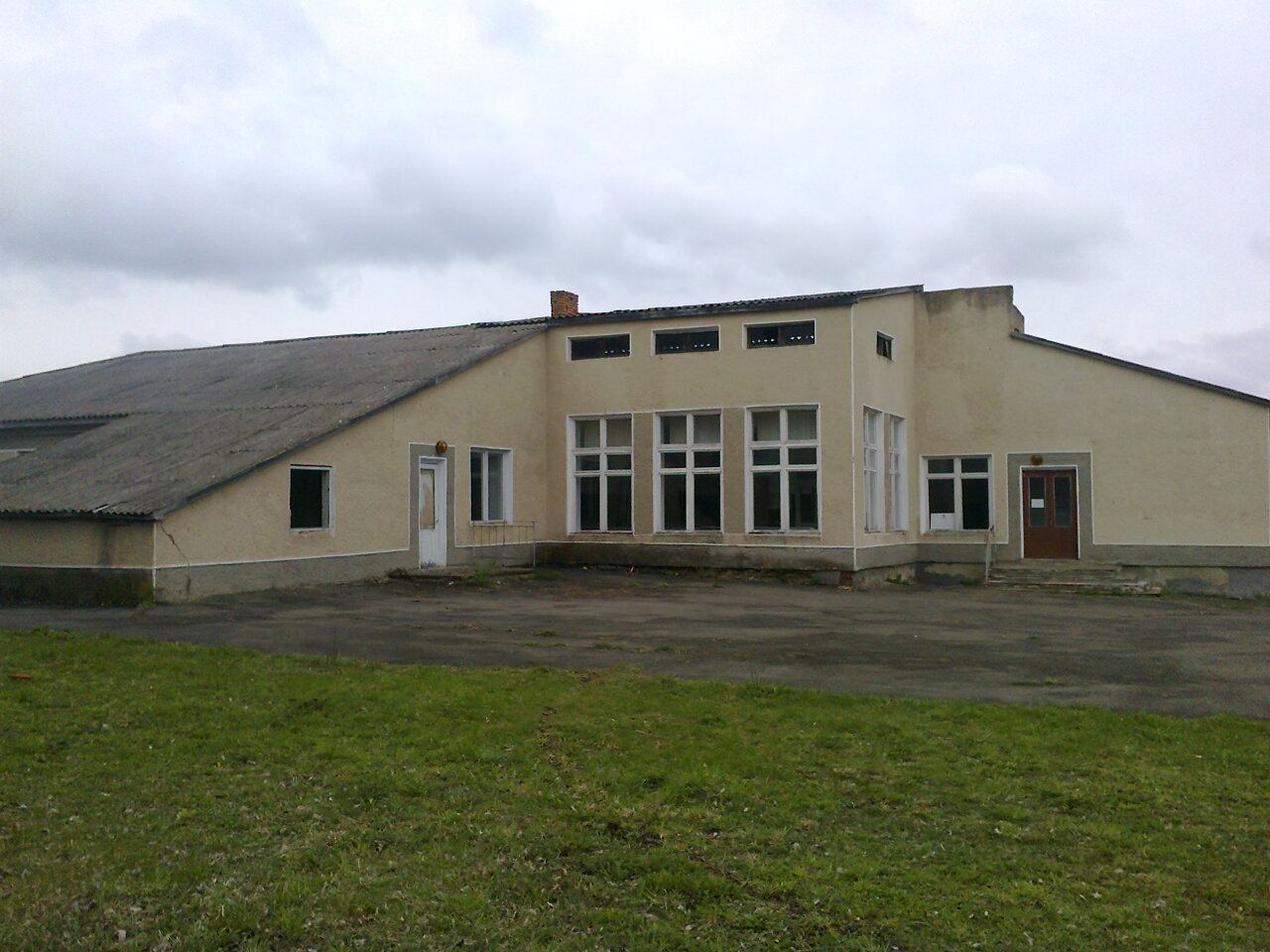
Школа
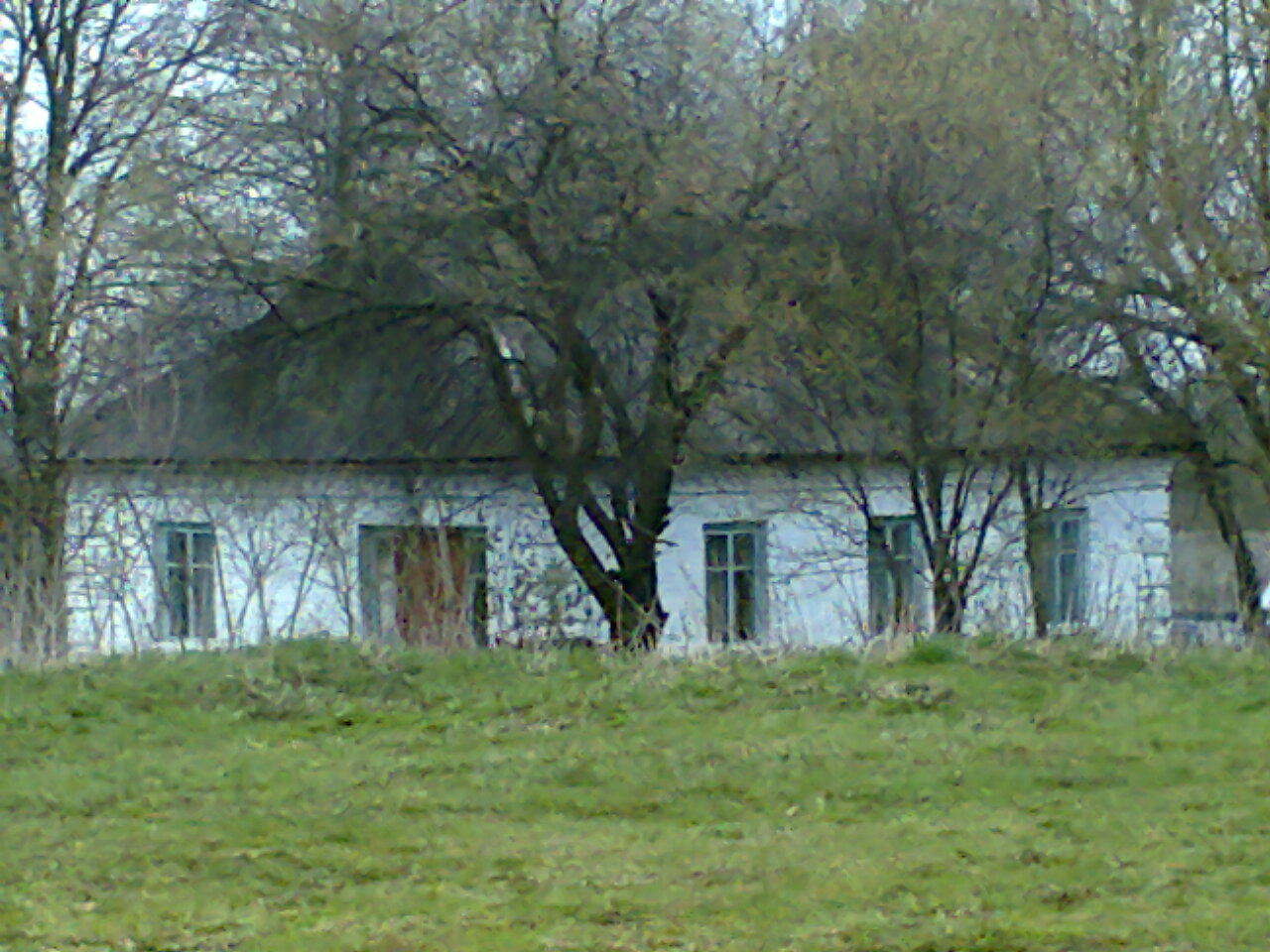
Мед. пункт
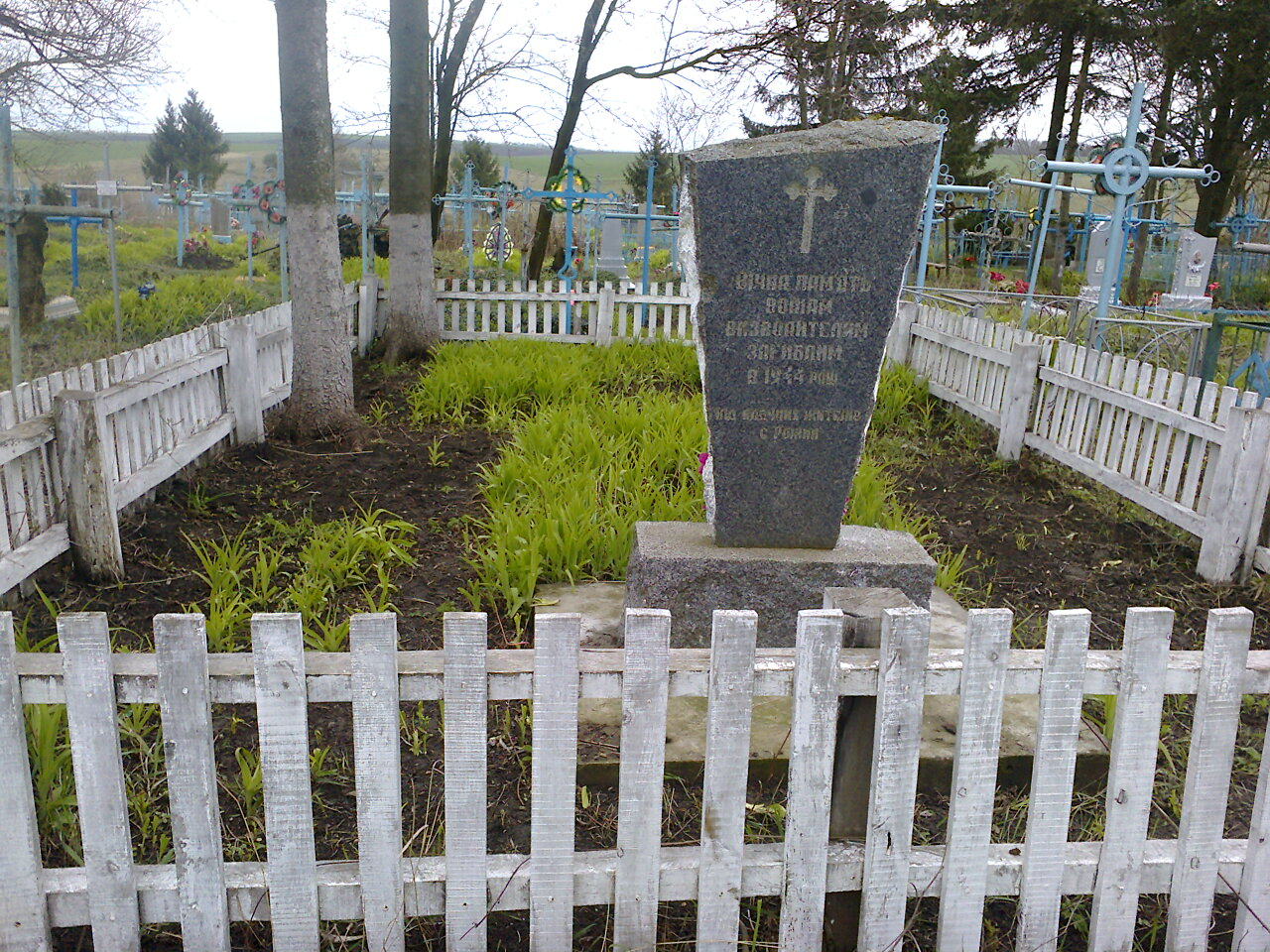
Братська могила